# Raúl Quinto
Raúl Quinto (Cartagena, Murcia, 1978) es un poeta, ensayista, narrador y crítico literario español en lengua castellana.

## Trayectoria literaria
Raúl Quinto nació en Cartagena (Murcia, España) en 1978. Se licenció en Historia del Arte en la Universidad de Granada y actualmente reside en Almería, donde trabaja como profesor de Historia del Arte y Geografía e Historia en el instituto IES Celia Viñas.
Su trayectoria como poeta comenzó con la publicación de Grietas (Dauro, 2002; reeditado en La Garúa, 2007, con la ampliación Poemas del Cabo de Gata). En 2004 recibió el Premio Andalucía Joven de Poesía convocado por el Instituto Andaluz de la Juventud por su poemario La piel del vigilante. Fue publicado en 2005 por la editorial DVD. Su tercer libro de poemas, La flor de la tortura (Renacimiento, 2008), fue galardonado con el Premio Internacional de Poesía Francisco Villaespesa.
A partir de la segunda década del siglo XXI alterna la escritura de poesía, publicada en la editorial La Bella Varsovia (Ruido blanco, en 2012; La lengua rota, en 2019; Sola, en 2020), con obras de género híbrido, entre el ensayo, la narración y la prosa poética, como Idioteca (El Gaviero, 2010), Yosotros (Caballo de Troya, 2015), el relato autobiográfico Hijo (La Bella Varsovia, 2017) o La canción de NOF4 (Jekyll & Jill, 2021), un ensayo sobre el artista italiano Fernando Oreste Nannetti.Este último libro le ha hecho valedor del Premio Alfonso Décimo de Literatura en 2022.
Su consagración como prosista llegó con la novela histórica Martinete del rey sombra (Jekyll & Jill, 2023), que obtuvo el Premio Cálamo en la modalidad «Otra Mirada»,el Premio de la Crítica de narrativa castellana y el Premio Nacional de Narrativa española.En 2025 publicó en la misma editorial La ballena azul, una incursión en la literatura de terror.
Ha colaborado con reseñas y artículos en publicaciones como Quimera o La Voz de Almería. De 2016 a 2023 codirigió junto a Isabel Jiménez Caro la Facultad de Poesía José Ángel Valente, vinculada a la Universidad de Almería, que promovió y difundió la poesía con recitales, encuentros entre escritores y formatos poéticos de vanguardia.

## Temática y estilo

### Poesía
La doctora en Filología Hispánica Remedios Sánchez ha descrito así el estilo de este autor: «Quinto construye una poética cargada de preguntas, socialmente comprometida, que trabaja la musicalidad del verso pero priorizando el fondo, el contenido, esas ráfagas de imágenes áridas, contundentes y rotundas».
Desde su primera obra Grietas (2002) la poesía de Raúl Quinto se ha caracterizado por una “mezcla de lo siniestro y lo sublime”, en palabras de Pablo López Carvallo, la reflexión sobre la violencia y la huida del confesionalismo (‘no hay ningún yo en todo el libro, el personaje poético son unos ellos fantasmales’, afirma el autor en una entrevista), separándose marcadamente de la estética de la poesía de la experiencia, predominante en el entorno de la Universidad de Granada donde recibió su formación. 
El cuestionamiento del yo poético convencional se hace más evidente en La piel del vigilante (2005), cuyos textos dan voz a los personajes de la novela gráfica Watchmen de Alan Moore y Dave Gibbons, mientras que la temática de la violencia es patente en La flor de la tortura (2008), donde “los poemas de Quinto le arrancan a la historia universal de la muerte su voluptuoso imaginario”, según Ainhoa Sáenz de Zaitegui en su reseña para El Cultural.
En Ruido blanco (2012) la experimentación formal se incrementa mediante caóticos poemas en prosa con imágenes yuxtapuestas, tomando como hilo conductor el suicidio en directo de la reportera Christine Chubbuck, realizando una crítica a la cultura del espectáculo. La denuncia política cobra una dimensión más explícita en La lengua rota (2019), donde homenajea a diferentes activistas que fueron asesinados por enfrentarse al poder mediante sus palabras e incluye una extensa composición sobre la masacre de la carretera Málaga-Almería acontecida en 1937.
El breve poemario Sola (2020), publicado durante la crisis del Covid-19, toma como punto de partida un microrrelato de Thomas Bailey Aldrich en textos que se han interpretado como metáforas del aislamiento y la angustia existencial vividos en la pandemia.

### Prosa
Los libros en prosa de Quinto han sido calificados como “textos híbridos” tanto por su autor como por la crítica, ya que se sitúan “a medio camino entre la narración, el ensayo, la estampa”, en palabras de Mario Cuenca Sandoval.
El primero de ellos, Idioteca (2010), es una colección de pequeños ensayos que establecen conexiones entre la alta cultura (Goya, Schumann, la Bauhaus) y la cultura pop (el Correcaminos, Sonic Youth, el black metal).
Yosotros (2015) comparte este carácter ecléctico, pero despliega como tema principal el conflicto entre individualidad y colectividad a través de la historia y el arte. Por su parte, Hijo (2017) es el único libro explícitamente autobiográfico de Quinto, abordando su experiencia de la paternidad sin perder su habitual tono poético.
La canción de NOF4 (2021), un ensayo que parte de una investigación sobre la obra de Fernando Nannetti para reflexionar sobre el acto de escribir y los límites entre cordura y locura, arte académico y arte marginal, ha recibido especial atención de la crítica con reseñas elogiosas de escritores como Ricardo Menéndez Salmón o Enrique Vila-Matas.
Raúl Quinto obtuvo en 2024 el Premio Nacional de Narrativa y el de la Crítica con Martinete del rey sombra (2023),novela en la que realizó un híbrido entre crónica histórica, ensayo poético y narración ambientado en la época de Fernando VI, con la intención de rescatar del olvido el intento de limpieza étnica contra la población gitana en España, conocido como la Gran Redada. La crítica especializada destacó el rigor histórico de la novela y su prosa «elegante, hermosa, sensible e incluso preciosista» en contraste con la dureza del tema tratado.
La siguiente entrega de Quinto fue La ballena azul (2025), libro de género cercano a la literatura de terror que explora el concepto de hiperstición, tomando los retos virales, las sectas, las noticias falsas y los creepypasta como síntomas de los peligros de la manipulación colectiva y el borrado  de los límites entre realidad y ficción a través de internet, con la intención de conducir al lector a «una experiencia límite», en palabras del autor.

## Otras disciplinas artísticas
Raúl Quinto ha colaborado con la compañía coreográfica DateDanza, cuyo espectáculo Signos de Arena (2007) utilizó textos de su libro Grietas, participando además en la dramaturgia de la obra Fronteras (2009).
Ha participado en recitales que combinan la poesía, la música y la imagen, en colaboración con instrumentistas de improvisación libre como Primo Gabbiano y Dal Verme, junto al poeta granadino Rubén Martín. Llevó su poemario Ruido blanco a este formato multidisciplinar, con música de Liborio López, en diversas actuaciones entre las que cabe destacar la desarrollada en el Museo de Almería en noviembre de 2012. En este lugar también presentó La lengua rota junto al músico Ezequiel Giménez, espectáculo que también formó parte del Festival Internacional de las Artes de Castilla y León de Salamanca (2019) y el IV Ciclo de Poesía Escénica de Segovia (2021).
Otro proyecto suyo en un formato cercano al spoken word fue ‘Historia portátil de la poesía española’, junto con la banda de rock, flamenco y noise Colectivo Colombine, que realizó interpretaciones de poemas de Juan de la Cruz, Quevedo, Bécquer, Javier Egea o Chantal Maillard, en festivales de poesía como Vociferio, en Valencia.

## Obras
- Quinto, Raúl (2002). Grietas. Dauro. ISBN 84-95763-34-6. OCLC 433429760.. Reeditado y ampliado como Grietas : poemas del Cabo de Gata (1a. ed edición). La Garúa Libros. 2007. ISBN 978-84-935624-8-9. OCLC 434444298.
- Quinto, Raúl (2005). La piel del vigilante (1. ed edición). DVD Ediciones. ISBN 84-96238-24-5. OCLC 60373083.
- Quinto, Raúl (2008). La flor de la tortura. Editorial Renacimiento. ISBN 978-84-8472-378-3. OCLC 434042666.
- Quinto, Raúl (2010). Idioteca. El Gaviero. ISBN 978-84-936617-8-6. OCLC 620115245.
- Quinto, Raúl (2012). Ruido blanco (1. ed edición). La Bella Varsovia. ISBN 978-84-939991-0-0. OCLC 807055800.
- Quinto, Raúl. (2015). Yosotros. Caballo de Troya. ISBN 978-84-15451-58-7. OCLC 934743929.
- Quinto, Raúl (May de 2017). Hijo (Primera edición edición). ISBN 978-84-945007-4-9. OCLC 981222207.
- Quinto, Raúl (abril de 2019). La lengua rota (Primera edición edición). ISBN 978-84-948412-2-4. OCLC 1104811793.
- Quinto, Raúl (2020). Sola : variaciones sobre un texto de Thomas Bailey Aldrich. ISBN 978-84-120904-7-5. OCLC 1231723205.
- Quinto, Raúl (abril de 2021). La canción de NOF4 (Primera edición edición). ISBN 978-84-948915-6-4. OCLC 1257302329.
- Quinto, Raúl (2023). Martinete del rey sombra. ISBN   9788412395990.
- Quinto, Raúl (2025). La ballena azul. ISBN   9788412710045

## Reconocimientos
- Premio Cálamo, 2023 (cat. Otra mirada) por Martinete del Rey Sombra.[35]
- Premio Nacional de Narrativa, 2024, por Martinete del Rey Sombra
- Premio de la Crítica de narrativa castellana, 2024, por Martinete del Rey Sombra